# Brigitta Boccoli
Brigitta Boccoli, född 5 maj 1972 i Rom, är en italiensk skådespelerska.

## Biografi
Boccoli medverkade under tidigt 1980-tal i programmet Pronto chi Gioca tillsammans med sin syster Benedicta Boccoli. Brigitta Boccoli är gift med idrottsmannen Stefano Nones Orfei. Paret har en son..

## Television i urval
- Pronto, chi gioca?
- Domenica In (tillsammans med sin syster Benedicta Boccoli), 1987-1990
- Reality Circus, 2006

## Filmografi
- 1982: Manhattan Baby
- 1985: La ragazza dei lillà
- 1987: Com'è dura l'avventura
- 1991: Nostalgia di un piccolo grande amore
- 2003: Gli angeli di Borsellino
- 2006: Olè